# Кучеренко Максим Миколайович
Максим Миколайович Кучеренко (нар. 17 січня 2002, Україна) — український футболіст, центральний нападник аматорського клубу «Вільхівці».

## Життєпис
Вихованець кременчуцького футболу, у ДЮФЛУ виступав за місцеві «Кремінь» та «Кремінь-2». Дорослу футбольну кар'єру розпочав у клубі «Кремінь-Юніор», який виступав в аматорському чемпіонаті України. Потім нетривалий період часу грав за «Кременчук» у чемпіонаті Полтавської області.
Влітку 2020 року уклав свій перший професіональний контракт, з «Кременем». У футболці кременчуцького клубу дебютував 29 серпня 2020 року в переможному (2:0) виїзному поєдинку 1-го раунду кубку України проти дніпровської «Перемоги». Максим вийшов на поле в стартовому складі, а на 56-й хвилині його замінив Станіслав Куліш. У Першій лізі України дебютував за «Кремінь» 12 вересня 2020 року в нічийному (0:0) домашньому поєдинку 2-го туру проти «Краматорська». Кучеренко вийшов на поле в стартовому складі, а на 46-й хвилині його замінив Станіслав Куліш. У сезоні 2020/21 років регулярно потрапляв до заявки кременчуцького клубу, але з 15-ти матчів виходив на поле лише в 2-х. Наступного сезону почав ще рідше потрапляти до завки першої команди, з 3 рази перебував на лаві запасних на поєдинки Першої ліги, але вийшов на поле лише 1-му. У пошуках ігрової практики вирішив залишити «Кремінь».
З кінця серпня до початку вересня 2022 року виступав за «Колос» (Полонне) у чемпіонаті Хмельницької області. На початку вересня повернувся до професійного футболу, підписав контракт з «Кременем-2». Дебютував за кременчуцький клуб 5 вересня 2022 року в програному (0:5) виїзному поєдинку 1-го туру Другої ліги України проти миколаївського «Васту». Максим вийшов на поле в стартовому складі та відіграв увесь матч. Першим голом на професійному рівні відзначився 10 вересня 2022 року на 71-й хвилині переможного (3:0) домашнього поєдинку 2-го туру Другої ліги України проти київського «Рубікону». Кучеренко вийшов на поле в стартовому складі, а на 92-й хвилині його замінив Володимир Безклинський. У першій половині сезону 2022/23 років провів 9 матчів та відзначився 2-ма голами у Другій лізі України.
Весняно-літню частину сезону 2022/23 років провів у «Вільхівцях» з чемпіонату Закарпатської області з футболу. Сезон 2023/24 років розпочав у вище вказаному клубі в аматорському чемпіонаті України.